# قائمة سفراء السعودية لدى إيران
سفير المملكة العربية السعودية لدى إيران هو الممثل الرسمي للمملكة العربية السعودية لدى إيران، حيث يعمل السفير وباقي الموظفين في السفارة السعودية المتواجدة في طهران والقنصلية في مدينة مشهد. يشغل منصب السفير حاليًا عبدالله بن سعود العنزي وذلك منذ 5 سبتمبر 2023.

## قائمة السفراء
| تر | تاريخ البدء     | اسم السفير بالعربية                 | اسم السفير بالإنجليزية                   | ملاحظات | ملك السعودية                   | رئيس إيران          | تاريخ الانتهاء  |
| -- | --------------- | ----------------------------------- | ---------------------------------------- | --- | ------------------------------ | ------------------- | --------------- |
| 1  | 1929            |                                     |                                          | على مدار سنوات العلاقات الدبلوماسية السعودية الإيرانية (1929-1979)، عينت المملكة العربية السعودية 3 سفراء فقط لإيران. من ناحية أخرى، عينت إيران 13 سفيرًا في المملكة العربية السعودية بين عامي 1930 و 1979. | عبد العزيز آل سعود             | رضا بهلوي           |                 |
| 2  | 1955            | حمزة إبراهيم غوث                    | Assayid Hamza Ghoth                      | عيّن حمزة غوث كأول سفير سعودي في إيران. | سعود بن عبد العزيز آل سعود     | محمد رضا بهلوي      |                 |
| 3  | 1968            | يوسف الفوزان                        | Yusuf Al-Fozan                           | | فيصل بن عبد العزيز آل سعود     | محمد رضا بهلوي      |                 |
| 4  | 1 يناير 1969    |                                     |                                          | ظل التفاهم المتبادل الذي تم التوصل إليه بين إيران والمملكة العربية السعودية في عام 1968، بشأن الحفاظ على النفوذ في منطقة الخليج، أساس علاقاتهما في عامي 1969 و 1970. | فيصل بن عبد العزيز آل سعود     | محمد رضا بهلوي      | 1 يناير 1970    |
| 5  | 1970            | الشيخ محمد عرب هاشم                 | Sheikh Muhammad Arab Hashem              | | فيصل بن عبد العزيز آل سعود     | محمد رضا بهلوي      |                 |
| 6  | 1975            | إبراهيم صالح بكر                    | Ibrahim Saleh Bakr                       | | خالد بن عبد العزيز آل سعود     | محمد رضا بهلوي      | 1 يونيو 1980    |
| 7  | 1982            | مروان بشير آل رومي                  | Marvan Bashir Al-Roomi                   | | فهد بن عبد العزيز آل سعود      | علي خامنئي          |                 |
| 8  | 1987            | مروان بشير آل رومي                  | Marvan Bashir Al-Roomi                   | - كان رضا بن عبدالمحسن النزهة يشغل منصب القنصل السعودي في مدينة مشهد. - في عام 1987، وقع الهجوم الإيراني على السفارة السعودية في طهران، ووصفه الملك فهد بأنه "أسوأ جريمة دبلوماسية في التاريخ". في إدانته لسلوك إيران، وأشار إلى أن رفض إيران إطلاق سراح مساعد الغامدي أدى إلى وفاته. | فهد بن عبد العزيز آل سعود      | علي خامنئي          |                 |
| 9  | أغسطس 1, 1987   | مساعد الغامدي                       | Musaed Al-Ghamdi                         | وقع في عام 1987، حادثة مكة وهي اشتباكات عنيفة وقعت في يوم الجمعة السادس من ذي الحجة في مكة المكرمة أثناء موسم الحج بين مجموعة من الحجاج الشيعة -غالبيتهم إيرانيون- وقوات الأمن السعودية اتهم دبلوماسيان سعوديان في إيران، إيران بإساءة معاملة موظفي السفارة أثناء وبعد إقالة السفارة السعودية في طهران الشهر الماضي. وقال مروان بشير آل رومي القائم بالأعمال السعودي ورضا عبد المحسن النزهة القنصل العام في مقابلات مع الجريدة السعودية خلال عطلة نهاية الأسبوع إن الموظفين السعوديين وعائلاتهم تعرضوا للضرب في الهجوم على السفارة في 1 أغسطس 1987. وجاء الهجوم في أعقاب أعمال شغب وقعت في اليوم السابق في مدينة مكة، حيث اتهمت إيران الشرطة السعودية بقتل حوالي 275 حاجًا إيرانيًا. بالإضافة إلى ذلك، قال مسؤولو وزارة الخارجية الأمريكية إن الحكومة السعودية أبلغت عن مقتل 85 من رجال الأمن السعوديين و 42 حاجًا من جنسيات أخرى. قال النزهة إن الحرس الثوري الإيراني هاجمه وكسر نظارته وتسبب في أضرار بالغة في عينه، الأمر الذي تطلب إجراء عملية جراحية في وقت لاحق. اتهم رومي إيران بالإهمال في الرعاية الطبية لمساعد الغامدي، الملحق السياسي السعودي الذي أصيب في الهجوم على السفارة، مما ساهم في وفاته في نهاية المطاف. وقال إن المملكة العربية السعودية عرضت إخلاء الغامدي على متن طائرة طبية مجهزة بغرفة عمليات لكن الحكومة الإيرانية رفضت ذلك. عاد "رومي" و "النزهة" إلى المملكة العربية السعودية وأعربوا عن قلقهم بشأن المبعوثين السعوديين التسعة الذين انتقلوا إلى سفارة طهران ويواصلون مهامهم الدبلوماسية. | فهد بن عبد العزيز آل سعود      | علي خامنئي          |                 |
| 10 | أغسطس 17, 1987  | مروان بشير آل رومي                  | Marvan Bashir ar-Roomi                   | صرح القائم بالأعمال السعودي في طهران، مروان بشير آل رومي، لصحيفة عرب نيوز والشرق الأوسط، بأن وزارة الخارجية الإيرانية وافقت على إعادة مبنى السفارة إلى الدبلوماسيين السعوديين بعد إخلائه من قبل الإيرانيين. | فهد بن عبد العزيز آل سعود      | علي خامنئي          |                 |
| 11 | أبريل 1, 1988   | قطع العلاقات الدبلوماسية            | severing of diplomatic relations         | كان أهم حدث في الحج عام 1987 بالنسبة إلى المملكة العربية السعودية هو حدوث قطع في العلاقات الثنائية الدبلوماسية في أبريل 1988. كانت السفارة السعودية في طهران مغلقة منذ أغسطس عام 1987. في مارس 1988، أعلنت الحكومة السعودية عن نيتها الحد مؤقتًا من عدد الحجاج إلى مكة من الخارج خلال موسم الحج، والذي كان من المقرر أن يبدأ في منتصف شهر يوليو. وأنه سيتم تخصيص عدد الحجاج كحصص لكل دولة بناءًا على عدد السكان. هذه الصيغة أعطت إيران حصة 45,000 حاج. لكن الزعيم الديني الأعلى في إيران، آية الله الخميني، أصر على قيام 150 ألف إيراني بأداء مناسك الحج، وهو نفس العدد في عام 1987، وأنه لن يمنعهم من تنظيم احتجاجات سياسية في مكة. في هذا الحدث، قررت إيران عدم إرسال الحجاج إلى الحج. أعادت المملكة العربية السعودية علاقاتها الدبلوماسية مع إيران في أبريل 1988. | فهد بن عبد العزيز آل سعود      | علي خامنئي          |                 |
| 12 | 1996            | عبد اللطيف عبد الله إبراهيم الميمني | Abdul Latif Abdullah Ibrahim al-Maimanee | [ 7 ] | فهد بن عبد العزيز آل سعود      | أكبر هاشمي رفسنجاني | ديسمبر 31, 1998 |
| 13 | 1999            | ناصر أحمد المرشد البريك             | Nasser bin Ahmed Al-Bireik               | | فهد بن عبد العزيز آل سعود      | محمد خاتمي          | 2005            |
| 14 | 2002            | جميل بن عبدالله الجشي               | Jamil bin Abdullah al Jishi              | بينما كان محمد خاتمي يختتم زيارته للمملكة في منتصف شهر مايو، قام السلطات السعودية بإشارة أخرى إلى إيران من خلال تعيين شيعي، عضو مجلس الشورى السعودي، جميل الجشي، سفيرًا لدى طهران. | فهد بن عبد العزيز آل سعود      | محمد خاتمي          | 2004            |
| 15 | 2005            | مرشد البريك                         | Morshed al-Berek                         | قال رئيس مجلس مجمع تشخيص مصلحة النظام أكبر هاشمي رفسنجاني إن العلاقات الإيرانية السعودية ضرورية للحفاظ على الأمن في منطقة الخليج الفارسي الحساسة. في لقاء مع السفير السعودي في طهران. | فهد بن عبد العزيز آل سعود      | محمود أحمدي نجاد    |                 |
| 16 | 2006            | أسامة أحمد السنوسي                  | Osamah Ahmed Al Sanosi Ahmad             | [ 10 ] | فهد بن عبد العزيز آل سعود      | محمود أحمدي نجاد    | 2009            |
| 17 | 2010            | محمد بن عباس الكلابي                | Mohammed bin Abbas Al-Kilabi             | شارك السفير السعودي محمد بن عباس الكلابي في وداع الدفعة الأولى من حجاج إيران. | عبد الله بن عبد العزيز آل سعود | محمود أحمدي نجاد    | 2015            |
| 18 | 2014            | عبد الرحمن الشهري                   | Abd al-Rahman al-Shihri                  | | عبد الله بن عبد العزيز آل سعود | حسن روحاني          |                 |
| 19 | يناير 2, 2015   |                                     |                                          | قال محمد بن عباس الكلابي إلى الناطق باسم وزارة الشؤون الخارجية الإيرانية حسين جابر الأنصاري، إن سفيرًا سعوديًا جديدًا سيتولى مهام منصبه قريبًا في العاصمة الإيرانية. السفير السعودي الحالي لم يزور طهران منذ أكثر من عام. | سلمان بن عبد العزيز آل سعود    | حسن روحاني          |                 |
| 20 | يناير 2, 2016   |                                     |                                          | هو هجوم حدث على البعثات الدبلوماسية السعودية في طهران ومشهد بعد لحظات من إعدام نمر النمر وآخرين تتهمهم السعودية بالإرهاب، تم استدعاء القائم بأعمال السفير السعودي إلى وزارة الخارجية الإيرانية للاحتجاج على الإعدام. في أعقاب الهجوم، أعلن وزير الخارجية السعودي عادل الجبير أن المملكة ستقوم بقطع العلاقات الدبلوماسية مع إيران، مذكرين بذلك دبلوماسييها في طهران وأشار إلى أن الدبلوماسيين الإيرانيين في الرياض غير مرغوب فيهم، وأمرهم بمغادرة المملكة في غضون 48 ساعة. بعد يوم واحد (في 4 يناير)، قال وزير الخارجية السعودي عادل الجبير أنه سيتم وقف رحلات الطيران بين البلدين، وإنهاء العلاقات التجارية بينهما، ومنع السعوديين من السفر إلى إيران. وقال أن الحجاج الإيرانيين سيظلون موضع ترحيب لزيارة أقدس المواقع الإسلامية في مكة والمدينة المنورة، إما للحج السنوي أو أوقات أخرى من العام للعمرة. ومع ذلك، يمكن استعادة العلاقات السعودية الإيرانية على الفور خطوة بخطوة، إذا ما تصرفت الحكومة الإيرانية "كبلد متحضر". | سلمان بن عبد العزيز آل سعود    | حسن روحاني          | يناير 4, 2016   |
| 21 | سبتمبر 7, 2017  |                                     |                                          | الرياض وطهران تتفقان على تبادل دبلوماسي لتفقد مباني السفارة. | سلمان بن عبد العزيز آل سعود    | حسن روحاني          |                 |
| 22 | فبراير 14, 2018 | حسن إبراهيم حمد الزويد              | Hasan Ibrahim Hamad al Zoyed             | قال وزير الخارجية السعودي عادل الجبير في مؤتمر صحفي مع نظيره السويسري ديديي بوركالتر في الرياض يوم الأحد إن سويسرا ستعمل لصالح دعم المصالح السعودية في طهران. |                                |                     |                 |
| 3  | سبتمبر 5, 2023  | عبدالله بن سعود العنزي              | Abd-ullh-Alenezi                         | | سلمان بن عبد العزيز آل سعود    | إبراهيم رئيسي       |                 |